# Catalanovo telo
Catalanovo telo (tudi arhimedski dual) je dualni polieder arhimedskega telesa.
Imenujejo se po belgijskem matematiku Eugènu Charlesu Catalanu (1814–1894), ki jih je prvi opisal.
Catalanova telesa so vsa konveksna. Vsa imajo prehodne stranske ploskve, niso pa ogliščnoprehodne. Vsa arhimedska telesa so ogliščnoprehodna, nimajo pa prehodnih stranskih ploskev. 
V nasprotju s platonskimi telesi in arhimedskimi telesi stranske ploskve Catalanovih teles niso pravilni mnogokotniki. So pa slike oglišč Catalanovih teles pravilne in imajo stalni diedrski kot. Razen tega sta dve telesi robovnoprehodni. To sta rombski dodekaeder in rombski triakontaeder. To sta dualni telesi kvazipravilnega poliedra arhimedskih teles. 
Dve od Catalanovih teles sta kiralni. To sta petkotni ikozitetraeder in petkotni heksekontaeder, ki sta  dualni telesi kiralni prirezani kocki in prirezanemu dodekaedru. Vsaka od teh nastopata v dveh enanciomorfnih oblikah. Če se ne šteje enanciomorfnih oblik, je skupno 13 Catalanovih teles.  
| imena                                                                       | slika telesa                | prosojna slika         | mreža | dualno telo (arhimedska telesa) | stranske ploskve | robovi | oglišča | mnogokotnik stranske ploskve     | simetrija |
| --------------------------------------------------------------------------- | --------------------------- | ---------------------- | ----- | ------------------------------- | ---------------- | ------ | ------- | -------------------------------- | --------- |
| triakisni tetraeder                                                         | triakisni tetraeder         | (animacija)            |       | prisekani tetraeder             | 12               | 18     | 8       | enakokraki trikotnik V3.6.6      | Td        |
| rombski dodekaeder                                                          | Rhombic dodecahedron        | (animacija)            |       | kubooktaeder                    | 12               | 24     | 14      | romb V3.4.3.4                    | Oh        |
| triakisni oktaeder                                                          | triakisni oktaeder          | (animacija)            |       | prisekana kocka                 | 24               | 36     | 14      | enakokraki trikotnik V3.8.8      | Oh        |
| tetrakisni heksaeder (ali disdiakisni heheksaeder ali heksakisni tetraeder) | Tetrakis hexahedron         | (animacija)            |       | prisekani oktaeder              | 24               | 36     | 14      | enakokraki trikotnik V4.6.6      | Oh        |
| deltoidni ikozitetraeder (ali trapezoidni ikozitetraeder)                   | Deltoidal icositetrahedron  | (animacija)            |       | rombikubooktaeder               | 24               | 48     | 26      | deltoid V3.4.4.4                 | Oh        |
| disdiakisni dodekaeder (ali heksakisni oktaeder)                            | Disdyakis dodecahedron      | (animacija)            |       | prisekani kubooktaeder          | 48               | 72     | 26      | raznostranični trikotnik V4.6.8  | Oh        |
| petkotni ikozitetraeder                                                     | Pentagonal icositetrahedron | (animacija)(animacija) |       | prirezana kocka                 | 24               | 60     | 38      | nepravilni petkotnik V3.3.3.3.4  | O         |
| rombski triakontaeder                                                       | Rhombic triacontahedron     | (animacija)            |       | ikozidodekaeder                 | 30               | 60     | 32      | romb V3.5.3.5                    | Ih        |
| triakisni ikozaeder                                                         | Triakis icosahedron         | (animacija)            |       | prisekani dodekaeder            | 60               | 90     | 32      | enakokraki trikotnik V3.10.10    | Ih        |
| pentakisni dodekaeder                                                       | Pentakis dodecahedron       | (animacija)            |       | prisekani ikozaeder             | 60               | 90     | 32      | enakokraki trikotnik V5.6.6      | Ih        |
| deltoidni heksekontaeder (ali trapezoidni heksekontaeder)                   | Deltoidal hexecontahedron   | (animacija)            |       | rombiikozidodekaeder            | 60               | 120    | 62      | deltoid V3.4.5.4                 | Ih        |
| disdiakisni triakontaeder (ali heksakisni ikozaeder)                        | Disdyakis triacontahedron   | (animacija)            |       | prisekani ikozidodekaeder       | 120              | 180    | 62      | raznostranični trikotnik V4.6.10 | Ih        |
| petkotni heksekontaeder                                                     | Pentagonal hexecontahedron  | (animacija)(animacija) |       | prirezani dodekaeder            | 60               | 150    | 92      | nepravilni petkotnik V3.3.3.3.5  | I         |